# Щуцьке
Щу́цьке — село в Україні, в Прибузькій сільській громаді Вознесенського району Миколаївської області. Населення становить 81 особа. Орган місцевого самоврядування — Прибузька сільська рада.